# John Benjamin Sainsbury
Pour les articles homonymes, voir Sainsbury.
John Benjamin Sainsbury (1871-1956) est le fils aîné de John James Sainsbury, le fondateur de la chaîne de supermarchés Sainsbury's, et de son épouse, Mary Ann Sainsbury.

## Vie précoce et privée
John Benjamin Sainsbury est le deuxième enfant de John James et Mary Ann Sainsbury, né en 1871 au-dessus de la boutique Drury Lane et formé dès son plus jeune âge pour succéder à son père à la tête de l'entreprise.
John Benjamin Sainsbury épouse Mabel Van den Bergh, une héritière d'une famille juive hollandaise qui a fait fortune dans la margarine. Ils ont deux fils, Alan Sainsbury et Robert Sainsbury. Alan Sainsbury rejoint l'entreprise familiale la même année que son plus jeune oncle (le plus jeune frère de John Benjamin Sainsbury, Paul Sainsbury), qui a presque 20 ans de moins que John Benjamin Sainsbury. Alan Sainsbury et Paul Sainsbury ont tous deux rejoint Sainsbury's en 1921. Les fils de John Benjamin Sainsbury, Alan Sainsbury et Robert, ont bâti la réputation de l'entreprise en matière de qualité et d'innovation.

## Carrière dans les affaires
John Benjamin Sainsbury dirige l'entreprise en partenariat avec son père à partir de 1915 et est administrateur de la nouvelle société 'J. Sainsbury Ltd. » en 1922 et président en 1928 après la mort de son père.
"M. John", comme il est connu, est le plus passionné des frères et assume une série de responsabilités au sein de Sainsbury's: les départements de bacon et de jambon et l'achat d'agneau et de lapins d'Ostende, le développement de nouveaux magasins et l'entretien des magasins existants, recruter du personnel et gérer les véhicules et les écuries.
John Benjamin maintient des normes élevées et reçoit des rapports hebdomadaires sur chaque succursale par un réseau d'inspecteurs. Le département de gestion de succursale de Sainsbury change son nom pour devenir le département des services de magasin du jour au lendemain après que M. John ait souligné qu'il est le service de gestion de la succursale. Même pendant les périodes incertaines de hausse rapide des prix au début de la guerre en 1914, il insiste pour que tous les aliments soient clairement étiquetés.
Il joue également un rôle clé dans l'expansion de Sainsbury au cours des années 1920 et 1930, visitant de nouveaux sites potentiels de magasins avec sa famille le week-end et menant sa propre étude de marché. Il en fait une chaîne de 250 épiceries dans le sud de l'Angleterre, dans l'est de l'Angleterre et dans les Midlands.
Il est décédé en fonction en 1956.